# Il piccolo tifone
Il piccolo tifone (The Little Whirlwind) è un film del 1941 diretto da Riley Thomson. È un cortometraggio animato della serie Mickey Mouse, prodotto dalla Walt Disney Productions e uscito negli Stati Uniti il 14 febbraio 1941, distribuito dalla RKO Radio Pictures.

## Trama
In una mite giornata d'autunno, Topolino va a casa di Minni, lungo il cammino viene attratto dal profumo di una torta che Minni sta cucinando. Arrivato a destinazione, Topolino si fa promettere da Minni una fetta della torta se pulisce il giardino, così si mette subito a rastrellare le foglie cadute. Ma mentre Topolino lavora nel cortile, un piccolo tornado arriva e gli complica il lavoro prima  rubandogli il cappello, poi gettandogli le foglie addosso e distruggendogli il cesto in cui Topolino sta raccogliendo le foglie. Subito dopo essersi tolto le foglie di dosso, Topolino intrappola in un sacco il baby-tornado, che però lo usa come arma contro di lui e riesce a liberarsi. Arrabbiato, Topolino insegue con un rastrello il piccolo tornado, che terrorizzato chiama aiuto. Arriva la tornado madre, che furibonda, insegue Topolino con uno sguardo di accanimento, provocando caos e distruzione nelle campagne circostanti. Poi il tornado risucchia Topolino e lo lancia nella fontana di Minni. Lei, ignara dell'accaduto, trova il suo giardino in un disastro completo. Delusa e arrabbiata, Minni lancia la torta in faccia a Topolino, che inizia a mangiarla.

## Produzione
Gran parte dell'animazione del tornado grande è tratta dal cortometraggio di Topolino Fanfara (1935). Il piccolo tifone fu il debutto di un nuovo aggiornamento del design di Topolino: al topo vennero date delle orecchie che si muovevano in prospettiva (al posto dei suoi tradizionali cerchi immobili), oltre ad un corpo più sottile e a testa, mani e piedi più grandi. Questo cambiamento fu relativamente breve, infatti venne utilizzato solo durante la seconda guerra mondiale.

## Distribuzione

### Edizione italiana
Nel 1978 il cortometraggio è stato incluso all'interno del film di montaggio Buon compleanno Topolino, doppiato dalla società DEFIS su dialoghi di Roberto De Leonardis. Nel 1994 è stato doppiato dalla Royfilm con le voci del Gruppo Trenta per l'inclusione nel ventesimo volume della collana di videocassette VideoParade; tale doppiaggio è stato utilizzato in tutte le successive occasioni.

### Edizioni home video

#### VHS
- VideoParade vol. 20 (settembre 1994)[3]
- Topolino 70 anni di avventure (dicembre 1998)
- Il mio eroe Topolino (marzo 2004)

#### DVD
Il cortometraggio è incluso nei DVD Walt Disney Treasures: Topolino star a colori - Vol. 2 e Il mio eroe Topolino.